# Mercedes-Benz třídy CLS
Mercedes-Benz třídy CLS je model německé automobilky Mercedes-Benz interně označovaný C219 (někdy také W219). Jako koncept s názvem Vision CLS byl představen roku 2003 na frankfurtském autosalonu, sériová verze se začala prodávat v říjnu 2004. Mercedes označuje třídu CLS jako čtyřdveřové coupé, fakticky se ale jedná o sportovně střižený sedan, jehož boční silueta připomíná coupé.
V roce 2006 byl motor v modelu CLS 350 opatřen přímý vstřikováním paliva (CGI). Model CLS 500 získal nový motor a CLS 55 AMG byl nahrazen CLS 63 AMG.

## Modely nabízené v letech 2004 - 2006
| Model                | CLS 320 CDI           | CLS 350               | CLS 500               | CLS 55 AMG              |
| -------------------- | --------------------- | --------------------- | --------------------- | ----------------------- |
| Uspořádání válců     | V6                    | V6                    | V8                    | V8                      |
| Typ motoru           | OM642                 | M272                  | M113 E50              | M113 E55                |
| Druh motoru          | turbodiesel           | benzinový             | benzinový             | benzinový s kompresorem |
| Objem (cm³)          | 2.987                 | 3.498                 | 4.966                 | 5.439                   |
| Výkon (kW)           | 165 při 3800 ot.      | 200 při 6000 ot.      | 225 při 5600 ot.      | 350 při 6100 ot.        |
| Kroutící moment (Nm) | 540 při 1600-2400 ot. | 350 při 2400-5000 ot. | 460 při 2700-4250 ot. | 700 při 2650-4500 ot.   |
| Nejvyšší rychlost    | 246 km/h              | 250 km/h (omezená)    | 250 km/h (omezená)    | 250 km/h (omezená)      |
| Zrychlení 0–100 km/h | 7,0 s                 | 7,0 s                 | 6,1 s                 | 4,7 s                   |
| Převodovka           | 7stupňová automatická | 7stupňová automatická | 7stupňová automatická | 5stupňová automatická   |
| Kombinovaná spotřeba | 7,8 l/100 km          | 10,4 l/100 km         | 11,6 l/100 km         | 13,6 l/100 km           |

## Modely nabízené od roku 2006
| Model                | CLS 320 CDI           | CLS 350 CGI           | CLS 500               | CLS 63 AMG            |
| -------------------- | --------------------- | --------------------- | --------------------- | --------------------- |
| Uspořádání válců     | V6                    | V6                    | V8                    | V8                    |
| Typ motoru           | OM642                 | M272                  | M273 E55              | M156                  |
| Druh motoru          | turbodiesel           | benzinový             | benzinový             | benzinový             |
| Objem (cm³)          | 2.987                 | 3.498                 | 5.439                 | 6.208                 |
| Výkon (kW)           | 165 při 3800 ot.      | 215 při 6400 ot.      | 285 při 6000 ot.      | 378 při 6800 ot.      |
| Kroutící moment (Nm) | 540 při 1600-2400 ot. | 365 při 3000-5100 ot. | 530 při 2800-4800 ot. | 630 při 5200 ot.      |
| Nejvyšší rychlost    | 246 km/h              | 250 km/h (omezená)    | 250 km/h (omezená)    | 250 km/h (omezená)    |
| Zrychlení 0–100 km/h | 7,0 s                 | 6,7 s                 | 5,4 s                 | 4,5 s                 |
| Převodovka           | 7stupňová automatická | 7stupňová automatická | 7stupňová automatická | 7stupňová automatická |
| Kombinovaná spotřeba | 7,8 l/100 km          | 9,2 l/100 km          | 11,7 l/100 km         | 14,5 l/100 km         |